# Wahlkreis Nr. 11 (Senat der Republik Polen, 2001–2011)
Der Wahlkreis Nr. 11 (polnisch Okręg wyborczy nr 11) war ein von 2001 bis 2011 bestehender Wahlkreis für die Wahl des Senats der Republik Polen und wurde auf Grundlage der Ordynacja wyborcza do Sejmu Rzeczypospolitej Polskiej i do Senatu Rzeczypospolitej Polskiej (Wahlordnung für den Sejm der Republik Polen und für den Senat der Republik Polen) vom 12. April 2001 (Dz.U. 2001 nr 46 poz. 499) errichtet. Die erste Wahl, die im Wahlkreis stattfand, war die Parlamentswahl am 23. September 2001.
Der Wahlkreis umfasste nach der Anlage Nr. 2 (Załącznik nr 2) der Ordynacja wyborcza do Sejmu Rzeczypospolitej Polskiej i do Senatu Rzeczypospolitej Polskiej in der letzten Bekanntmachung vom 30. Juni 2005 (Dz.U. 2005 nr 140 poz. 1173) die Powiate Kutnowski, Łaski, Łęczycki, Łowicki, Pabianicki, Pajęczański, Poddębicki, Sieradzki, Wieluński, Wieruszowski, Zduńskowolski und Zgierski der Woiwodschaft Łódź (Województwo łódzkie).
Durch den Wechsel von Mehrpersonenwahlkreisen zu Einpersonenwahlkreisen wurde der Wahlkreis Nr. 11 im Jahr 2011 aufgelöst. Das Gebiet des Wahlkreises entspricht den Wahlkreisen Nr. 25, Nr. 26 und Nr. 27 seit 2011.
Der Sitz der Wahlkreiskommission war Sieradz.

## Wahlkreisvertreter
| WP   | Wahl | Senator (Wahlkomitee) | Senator (Wahlkomitee)                                           | Senator (Wahlkomitee) | Senator (Wahlkomitee)                                              | Senator (Wahlkomitee) | Senator (Wahlkomitee)                                             |
| ---- | ---- | --------------------- | --------------------------------------------------------------- | --------------------- | ------------------------------------------------------------------ | --------------------- | ----------------------------------------------------------------- |
| V.   | 2001 |                       | Jerzy Pieniążek (KKW Sojusz Lewicy Demokratycznej – Unia Pracy) |                       | Aleksandra Koszada (KKW Sojusz Lewicy Demokratycznej – Unia Pracy) |                       | Józef Dziemdziela (KKW Sojusz Lewicy Demokratycznej – Unia Pracy) |
| VI.  | 2005 |                       | Dariusz Maciej Górecki (KW Prawo i Sprawiedliwość)              |                       | Czesław Rybka (KW Prawo i Sprawiedliwość)                          |                       | Andrzej Owczarek (KW Platforma Obywatelska RP)                    |
| VII. | 2007 |                       | Przemysław Jacek Błaszczyk (KW Prawo i Sprawiedliwość)          |                       | Marek Trzciński (KW Platforma Obywatelska RP)                      |                       | Andrzej Owczarek (KW Platforma Obywatelska RP)                    |

## Wahlergebnisse

### Parlamentswahl 2001
Die Wahl fand am 23. September 2001 statt.
| #  | Kandidat | Kandidat                  | Wahlkomitee                                        | Stimmen | Prozent |
| -- | -------- | ------------------------- | -------------------------------------------------- | ------- | ------- |
| 1  |          | Stanisław Cieśla          | KWW Blok Senat 2001                                | 58.326  | 17,15 % |
| 2  |          | Jan Cimanowski            | KWW Blok Senat 2001                                | 43.647  | 12,83 % |
| 3  |          | Józef Dziemdziela         | KKW Sojusz Lewicy Demokratycznej – Unia Pracy      | 98.801  | 29,05 % |
| 4  |          | Kazimierz Jan Kaźmierczak | KW Alternatywa Ruch Społeczny                      | 25.741  | 7,57 %  |
| 5  |          | Aleksandra Koszada        | KKW Sojusz Lewicy Demokratycznej – Unia Pracy      | 106.628 | 31,35 % |
| 6  |          | Jerzy Leszczyński         | KW Polskiej Partii Socjalistycznej                 | 15.566  | 4,58 %  |
| 7  |          | Romuald Wiesław Michalak  | KW Polskiego Stronnictwa Ludowego                  | 66.288  | 19,49 % |
| 8  |          | Włodzimierz Owczarek      | KW Polskiego Stronnictwa Ludowego                  | 69.262  | 20,37 % |
| 9  |          | Zbigniew Jan Piczman      | KWW Blok Senat 2001                                | 28.527  | 8,39 %  |
| 10 |          | Jerzy Pieniążek           | KKW Sojusz Lewicy Demokratycznej – Unia Pracy      | 117.918 | 34,67 % |
| 11 |          | Wiesław Wojciech Stasiak  | KW Polskiego Stronnictwa Ludowego                  | 65.878  | 19,37 % |
| 12 |          | Janusz Teofil Tomaszewski | KWW „Forum Obywatelskie Chrześcijańska Demokracja“ | 45.056  | 13,25 % |

Wahlberechtigte: 775.872 – Wahlbeteiligung: 46,16 % – Quelle: Dz.U. 2001 nr 109 poz. 1187

### Parlamentswahl 2005
Die Wahl fand am 25. September 2005 statt.
| #  | Kandidat | Kandidat                   | Wahlkomitee                                                                           | Stimmen | Prozent |
| -- | -------- | -------------------------- | ------------------------------------------------------------------------------------- | ------- | ------- |
| 1  |          | Jadwiga Bogumiła Beda      | KW Liga Polskich Rodzin                                                               | 34.561  | 12,02 % |
| 2  |          | Halina Chuderska           | KW Socjaldemokracji Polskiej                                                          | 16.528  | 5,75 %  |
| 3  |          | Krzysztof Deroń            | KW Partii Demokratycznej–demokraci.pl                                                 | 9.734   | 3,39 %  |
| 4  |          | Dariusz Maciej Górecki     | KW Prawo i Sprawiedliwość                                                             | 56.498  | 19,65 % |
| 5  |          | Henryk Jankowski           | KW Liga Polskich Rodzin                                                               | 30.707  | 10,68 % |
| 6  |          | Marcin Karpiński           | KW Sojusz Lewicy Demokratycznej                                                       | 27.891  | 9,70 %  |
| 7  |          | Aleksandra Koszada         | KW Sojusz Lewicy Demokratycznej                                                       | 29.119  | 10,13 % |
| 8  |          | Leszek Kazimierz Krysiak   | KW Socjaldemokracji Polskiej                                                          | 12.130  | 4,22 %  |
| 9  |          | Włodzimierz Maciołek       | KW Samoobrona Rzeczpospolitej Polskiej                                                | 39.706  | 13,81 % |
| 10 |          | Krzysztof Miklas           | KWW Krzysztofa Miklasa – niezależnego kandydata na senatora Rzeczypospolitej Polskiej | 18.112  | 6,30 %  |
| 11 |          | Janusz Mordalski           | KW Partii Inicjatywa RP                                                               | 5.789   | 2,01 %  |
| 12 |          | Stanisław Olas             | KW Polskiego Stronnictwa Ludowego                                                     | 28.338  | 9,85 %  |
| 13 |          | Andrzej Owczarek           | KW Platforma Obywatelska RP                                                           | 47.460  | 16,50 % |
| 14 |          | Jerzy Stanisław Piasecki   | KW Samoobrona Rzeczpospolitej Polskiej                                                | 42.577  | 14,81 % |
| 15 |          | Jerzy Pieniążek            | KWW Jerzego Pieniążka                                                                 | 25.656  | 8,92 %  |
| 16 |          | Jacek Bogdan Przybyłek     | KW Liga Polskich Rodzin                                                               | 26.017  | 9,05 %  |
| 17 |          | Czesław Rybka              | KW Prawo i Sprawiedliwość                                                             | 51.791  | 18,01 % |
| 18 |          | Adam Jerzy Sobczak         | KWW–Ogólnopolska Koalicja Obywatelska                                                 | 3.216   | 1,12 %  |
| 19 |          | Stefan Sypniewski          | KW Polskiej Partii Narodowej                                                          | 3.007   | 1,05 %  |
| 20 |          | Marian Szulc               | KW Samoobrona Rzeczpospolitej Polskiej                                                | 37.043  | 12,88 % |
| 21 |          | Zbigniew Stanisław Tarka   | KW Centrum                                                                            | 4.361   | 1,52 %  |
| 22 |          | Marek Trzciński            | KWW Marka Trzcińskiego                                                                | 27.145  | 9,44 %  |
| 23 |          | Wojciech Szczęsny Zarzycki | KW Polskiego Stronnictwa Ludowego                                                     | 30.985  | 10,78 % |
| 24 |          | Hanna Zdanowska            | KW Platforma Obywatelska RP                                                           | 38.241  | 13,30 % |

Wahlberechtigte: 790.549 – Wahlbeteiligung: 38,09 % – Quelle: Dz.U. 2005 nr 195 poz. 1627

### Parlamentswahl 2007
Die Wahl fand am 21. Oktober 2007 statt.
| #  | Kandidat | Kandidat                   | Wahlkomitee                            | Stimmen | Prozent |
| -- | -------- | -------------------------- | -------------------------------------- | ------- | ------- |
| 1  |          | Przemysław Jacek Błaszczyk | KW Prawo i Sprawiedliwość              | 119.872 | 31,28 % |
| 2  |          | Tomasz Fraszka             | KW Polskiego Stronnictwa Ludowego      | 63.650  | 16,61 % |
| 3  |          | Daniel Piotr Grzesiak      | KW Prawo i Sprawiedliwość              | 96.184  | 25,10 % |
| 4  |          | Bronisław Matusz           | KKW Lewica i Demokraci SLD+SDPL+PD+UP  | 54.097  | 14,12 % |
| 5  |          | Ryszard Miazek             | KW Polskiego Stronnictwa Ludowego      | 43.803  | 11,43 % |
| 6  |          | Andrzej Michałkiewicz      | KKW Lewica i Demokraci SLD+SDPL+PD+UP  | 48.700  | 12,71 % |
| 7  |          | Andrzej Owczarek           | KW Platforma Obywatelska RP            | 108.851 | 28,40 % |
| 8  |          | Michał Adam Pieruń         | KKW Lewica i Demokraci SLD+SDPL+PD+UP  | 39.977  | 10,43 % |
| 9  |          | Roman Płucinik             | KW Polskiego Stronnictwa Ludowego      | 43.343  | 11,31 % |
| 10 |          | Jacek Bogdan Przybyłek     | KW Liga Polskich Rodzin                | 11.670  | 3,05 %  |
| 11 |          | Czesław Rybka              | KW Prawo i Sprawiedliwość              | 91.023  | 23,75 % |
| 12 |          | Marek Trzciński            | KW Platforma Obywatelska RP            | 100.704 | 26,28 % |
| 13 |          | Zbigniew Wojtera           | KW Samoobrona Rzeczpospolitej Polskiej | 23.353  | 6,09 %  |

Wahlberechtigte: 792.112 – Wahlbeteiligung: 49,46 % – Quelle: Dz.U. 2007 nr 198 poz. 1439